# Ferdynand Jarocha

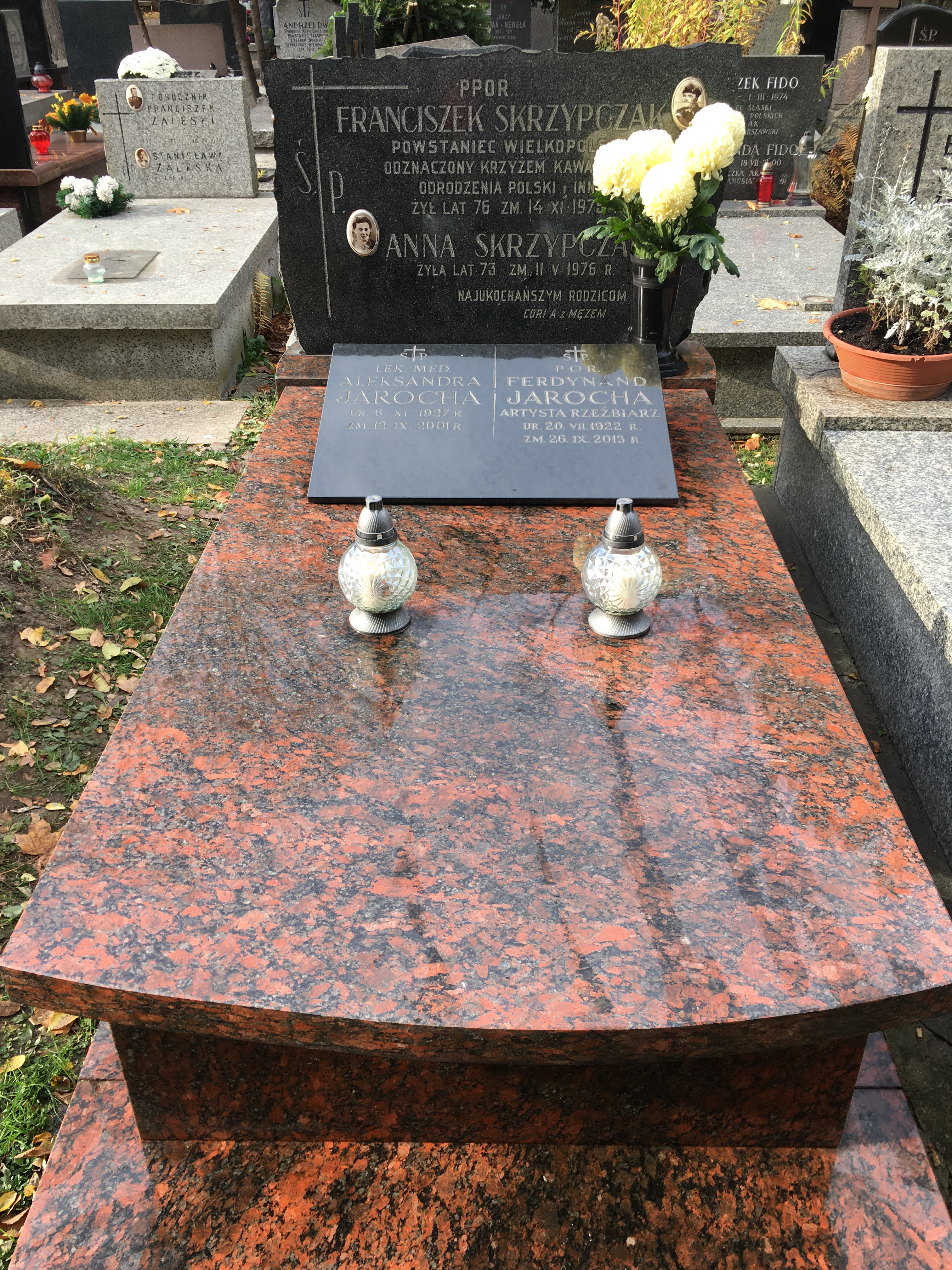
Grób Ferdynanda Jarochy na Powązkach Wojskowych

Ferdynand Józef Jarocha (ur. 20 lipca 1922 w Koszycach, zm. 26 września 2013 w Warszawie) – polski rzeźbiarz, absolwent Wydziału Rzeźby Akademii Sztuk Pięknych w Warszawie. Brał udział w powojennych pracach rekonstrukcyjnych i konserwatorskich warszawskich zabytków. Jest autorem ponad 700 rzeźb (stan na koniec lat 70. i początek lat 80. XX wieku) w tym monumentalnych pomników, przeważnie rozlokowanych w Polsce, ale też i w USA, Francji i w Rosji. Ferdynand Jarocha jest też autorem wielu wierszy, opublikowanych okazyjnie w felietonach, czy też w tematycznych rozdziałach czasopism.

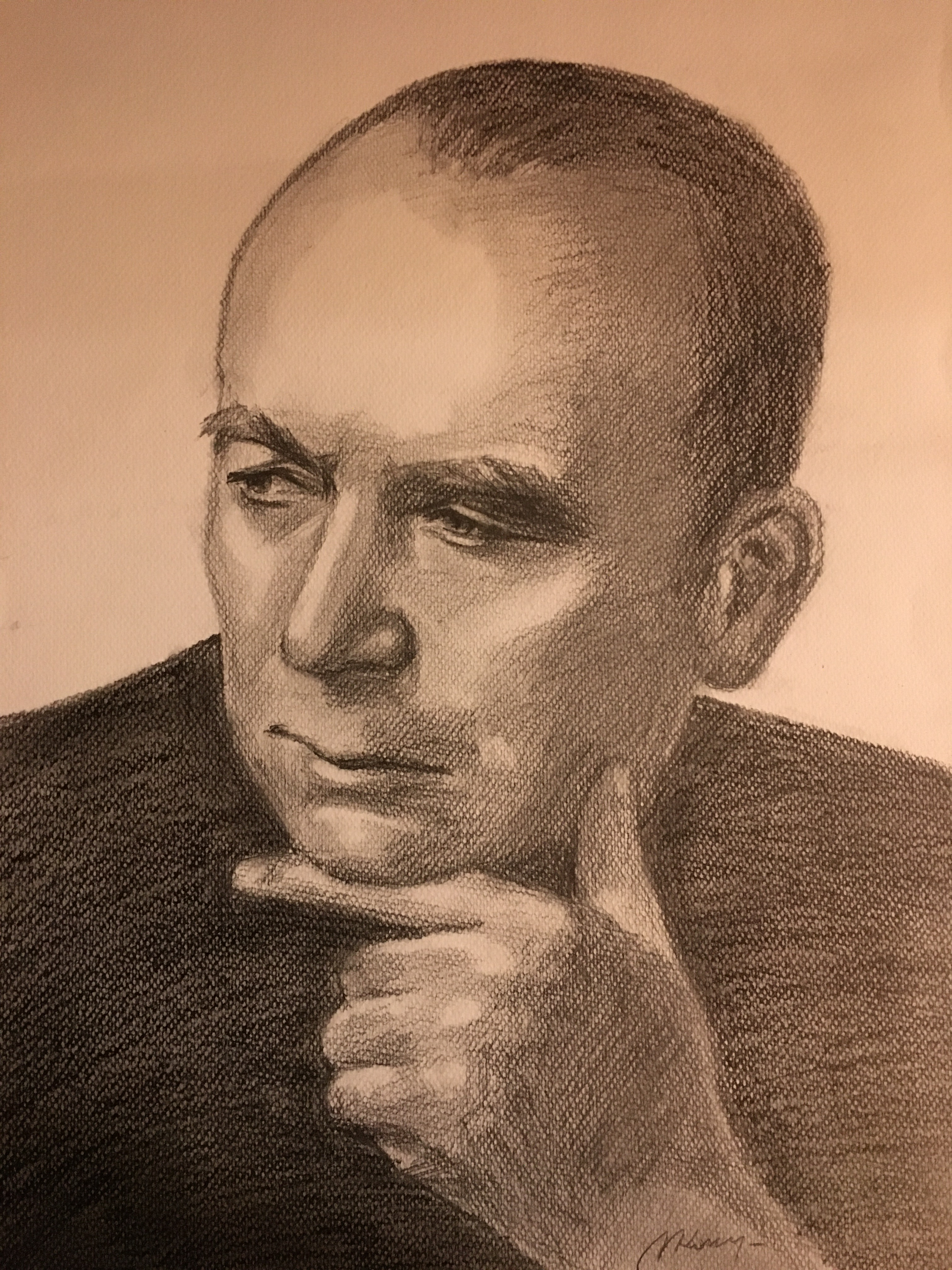
Ferdynand Jarocha – portret autorstwa Piotra Millera, Warszawa 2012 r.

Był żołnierzem Batalionów Chłopskich i Armii Krajowej.

## Życiorys
Urodził się w świętokrzyskich Koszycach koło Wojciechowic w 1922 roku, gdzie spędził swoje dzieciństwo, jako siedemnastoletni młodzieniec podczas rozpoczętej II wojny światowej w 1939 roku udał się wraz z wojskiem na Warszawę przed nadjeżdżającą armią niemiecką. Około 1941 roku Jarocha wrócił w swoje rodzinne strony i jako żołnierz brał udział w walkach partyzanckich, m.in. w Batalionach Chłopskich i AK (lata 1942–1945) pod pseudonimem „Laur”. Z czasem wstąpił do Wojska Polskiego, gdzie został wytypowany do szkoleń wojskowych w szkole chorążych w Chełmie, a następnie w kompanii obserwacyjno-meldunkowej 1 Armii WP oraz w 86 pułku artylerii przeciwlotniczej w Lesznie (1945–1947).
Po zakończeniu wojny Jarocha przybył do Warszawy, gdzie był przygotowywany przez rok przez księży na zakonnika (chciał zostać kaznodzieją), jednakże ostatecznie zrezygnował z tej drogi życia. W latach 1947–1949 uczęszczał w trybie wieczorowym do liceum plastycznego mieszczącego się wówczas przy ul. Szwoleżerów w Warszawie. W tym okresie Jarocha wykonywał pierwsze prace konserwatorskie przy zabytkach Warszawy. W 1950 roku dostał się na Wydział Rzeźby Akademii Sztuk Pięknych w Warszawie, w 1956 został jej absolwentem, w 1957 zaś obronił dyplom. W czasie studiów był wychowankiem prof. Mariana Wnuka zaś nauki i warsztat podczas rekonstrukcji zabytków zdobył pod kierunkiem prof. Romualda Zerycha. Jarocha miał problemy ze statusem studenta, z uwagi na obciążającą go patriotyczną kartę żołnierza AK. Ministerstwo Bezpieczeństwa Publicznego doprowadziło do relegowania Jarochy z uczelni ASP. Pomimo szykan przez władze komunistyczne, dzięki pomocy osób doceniających młodego artystę, Jarochę ponownie przyjęto na Wydział Rzeźby. Po ukończeniu Akademii Ferdynand Jarocha na stałe zamieszkał w Warszawie, gdzie założył swoją pracownię. W latach 50. XX wieku poślubił Aleksandrę z domu Skrzypczak – lekarza medycyny specjalistę z dziedziny psychologii i chorób tropikalnych. Lekarza zakładowego Fabryki Samochodów Osobowych (FSO Warszawa). Od początku lat 60. do końca 90. XX wieku prowadził intensywną działalność artystyczną – rzeźbiarską. Jarocha wraz z żoną mieszkał na Pradze, dopiero po śmierci żony (zmarłej w 2001 roku) przeniósł się na Wolę i tam mieszkał do swojej śmierci. Zmarł w Warszawie i został pochowany na Cmentarzu Wojskowym na Powązkach kwatera C15 rząd 6 miejsce 18.

## Działalność artystyczna
Ferdynand Jarocha rozpoczął pierwsze prace w okresie mniej więcej, gdy dostał się do wieczorowego liceum plastycznego w Warszawie, wtedy to zajmował się odrestaurowywaniem, odnawianiem i konserwacją zniszczonych po wojnie pałaców, obiektów sakralnych, pomników, a także elementów dekoracyjnych na elewacjach kamienic w architekturze ulic miasta. Pierwsze własne rzeźby, artysta wykonał będąc już studentem Wydziału Rzeźby na ASP w Warszawie. Musiał wówczas odnaleźć się w PRL-owskiej Polsce, narzuconej przez radziecki nurt artystyczny – Socrealizm m.in. nakazano mu wykonać popiersie Lenina czy Stalina (miał postawione zadanie na uczelni). W czasie studiów również kontynuował prace konserwatorskie nad zabytkami (min. pracował nad figurą Jezusa w katedrze św. Jana na Starym Mieście, rzeźbił drogę krzyżową w drewnie, a także ołtarz w kościele Paulinów na Nowym Mieście w Warszawie oraz naprawiał połamane i poniszczone rzeźby Pałacu Branickich w Warszawie i w Białymstoku, Pałac Potockich w Warszawie i w Jabłonnie, Pałac Mostowskich w Warszawie). Pierwszym sukcesem artystycznym Ferdynanda Jarochy był odsłonięty w 1962 roku pomnik Michała Szuberta w warszawskim Ogrodzie Botanicznym. W 1963 roku Ferdynand Jarocha wykonał płaskorzeźbę Walentiny Tierieszkowej, a następnie przekazał ją do byłego ZSRR. Kolejnym dziełem Jarochy był postawiony w Wiźnie, w 1967 roku Pomnik Obrońcom Wizny upamiętniający walki nad rzeką Narwią w 1939 roku. Po pewnym czasie Ferdynand Jarocha zainteresował się Konstantym Ciołkowskim – rosyjskim wynalazcą silnika rakietowego, postanowił więc wykonać jego popiersie. Popiersie Ciołkowskiego w 1973 roku zostało przekazane do Muzeum Kosmonautyki w Kałudze i stoi na honorowym miejscu. Podczas podróży do byłego ZSRR oraz podczas załatwiania wszelkich formalności związanych z rzeźbą Ciołkowskiego, artyście towarzyszył Jerzy Sacewicz, szczególnie ze względu na dobrą znajomość języka rosyjskiego. Z innych źródeł wynika, że Jerzy Sacewicz był współinicjatorem upamiętnienia Ciołkowskiego w formie popiersia. W latach 70. XX stulecia artysta rzeźbiarz stworzył szereg cykli studyjnych, które swą tematyką obejmowały partyzantów, żołnierzy i młode pokolenie walczące w czasie II wojny światowej, obejmowały również tzw. wielkich polaków, bohaterów narodowych, artystów, działaczy, naukowców itd. Rzeźbiarz pod koniec lat 70. stworzył realistyczno, surrealistyczno-abstrakcyjny cykl Studia nad Chopinem w rzeźbie (cykl zawierał ok. 100 rzeźb), a także cykl przedstawiający realistyczno-surrealistyczne rzeźby miłosne, który później nazwał Odwieczne misterium miłości (cykl zawierał ok. 100 rzeźb).

## Ważniejsze rzeźby

### Pomniki i popiersia ważnych osobistości
- Michał Szubert – kamień piaskowiec, Warszawa, Ogród Botaniczny, 1962[5]
- Jakub Waga – brąz i kamień piaskowiec, Warszawa, Ogród Botaniczny, 1964[13]
- Jakub Waga – gips, Łomża, 1966
- ks. Jakub Falkowski – Warszawa, Instytut Głuchoniemych i Ociemniałych, 1968[13]
- Hugo Kołłątaj – Warszawa, 1969[14]
- Bolesław Miklaszewski – Warszawa, 1970[13]
- Ho Chi Minh – Pruszków 1970[13]
- Henryk „Zygmunt” Połowniak – popiersie z brązu, Kunów, Publiczna Szkoła Podstawowa, 1972[15]
- Zygmunt Gloger – Łomża, 1973[13]
- Konstanty (Konstantin) Ciołkowski – Kaługa, Muzeum Historii Kosmonautyki, 1973[13][16]
- Włodzimierz Lenin – popiersie, Pruszków, 1974[14]
- Tadeusz Kościuszko – kamień piaskowiec, Łowicz, Szkoła Rolnicza, 1975[1]
- Fryderyk Chopin – Floryda, 1975[13]
- Cyprian Kamil Norwid – popiersie z brązu, Koszalin, 1980[17]
- Mieczysław Kalinowski – popiersie, Koszalin, 1980[14][18]
- Krzysztof Kamil Baczyński – brąz, Warszawa, Pałac Blanka, 1986[5]
- Józef Bem – popiersie granit i brąz, Warszawa, Bemowo, 1996
- Wiktor Gomulicki – Ostrołęka, muzeum, gips
- Henryk Sienkiewicz – gips, Wyszków, szkoła
- Henryk Sienkiewicz – Wola Okrzejska, Muzeum Henryka Sienkiewicza
- Henryk Sienkiewicz – Siedlce, biblioteka
- Cyprian Kamil Norwid – Wyszków,
- Cyprian Kamil Norwid – Paryż
- Edward Szymański – Warszawa, Park im. E Szymańskiego na Woli
- Irena Kosmowska – Dąbrówka
- Wincenty Witos – Jabłonna
- Maria Curie Skłodowska – Lublin
- ks. Bronisław Markiewicz – Garwolin
- Kazimierz Pułaski – Politechnika Radomska, Radom
- Jadwiga Dziubińska – szkoła rolnicza w Brwinowie, obecnie Centrum Doradztwa Rolniczego, 1984

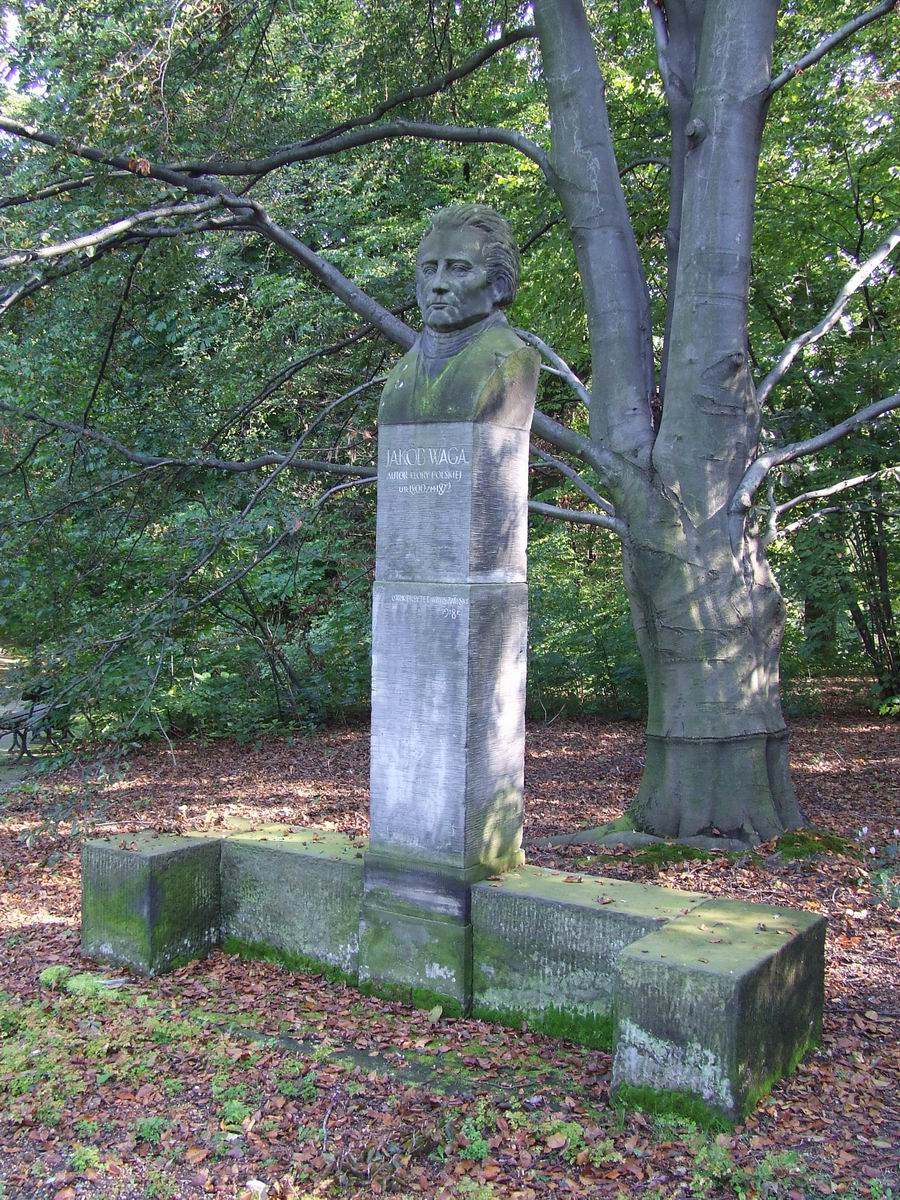
Popiersie Jakuba Wagi w Ogrodzie Botanicznym UW w Warszawie
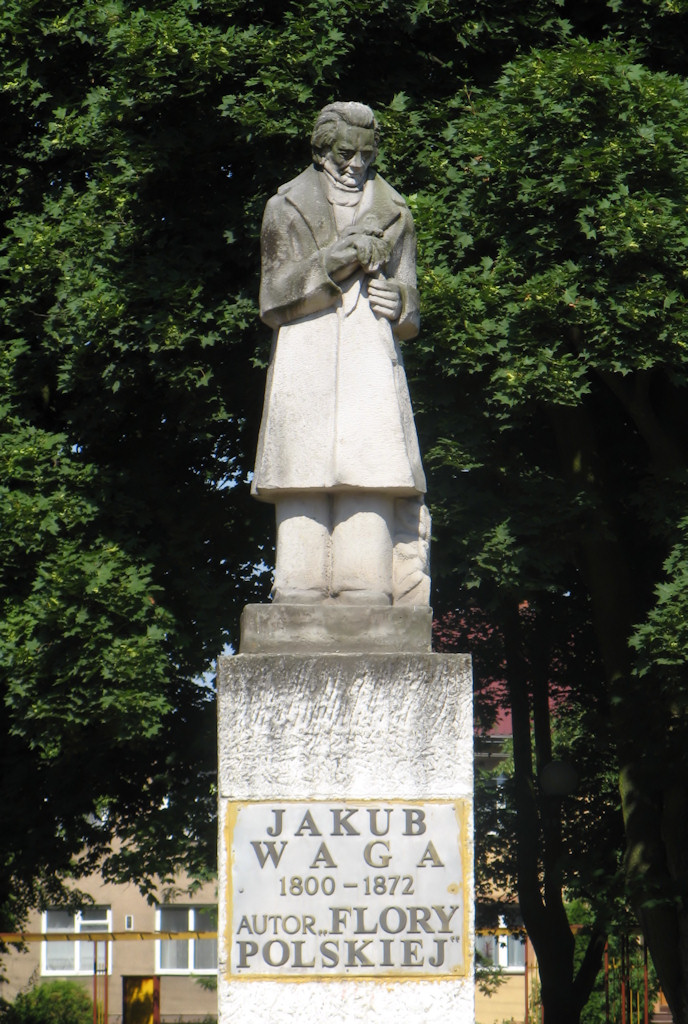
Pomnik Jakuba Wagi w parku jego imienia w Łomży
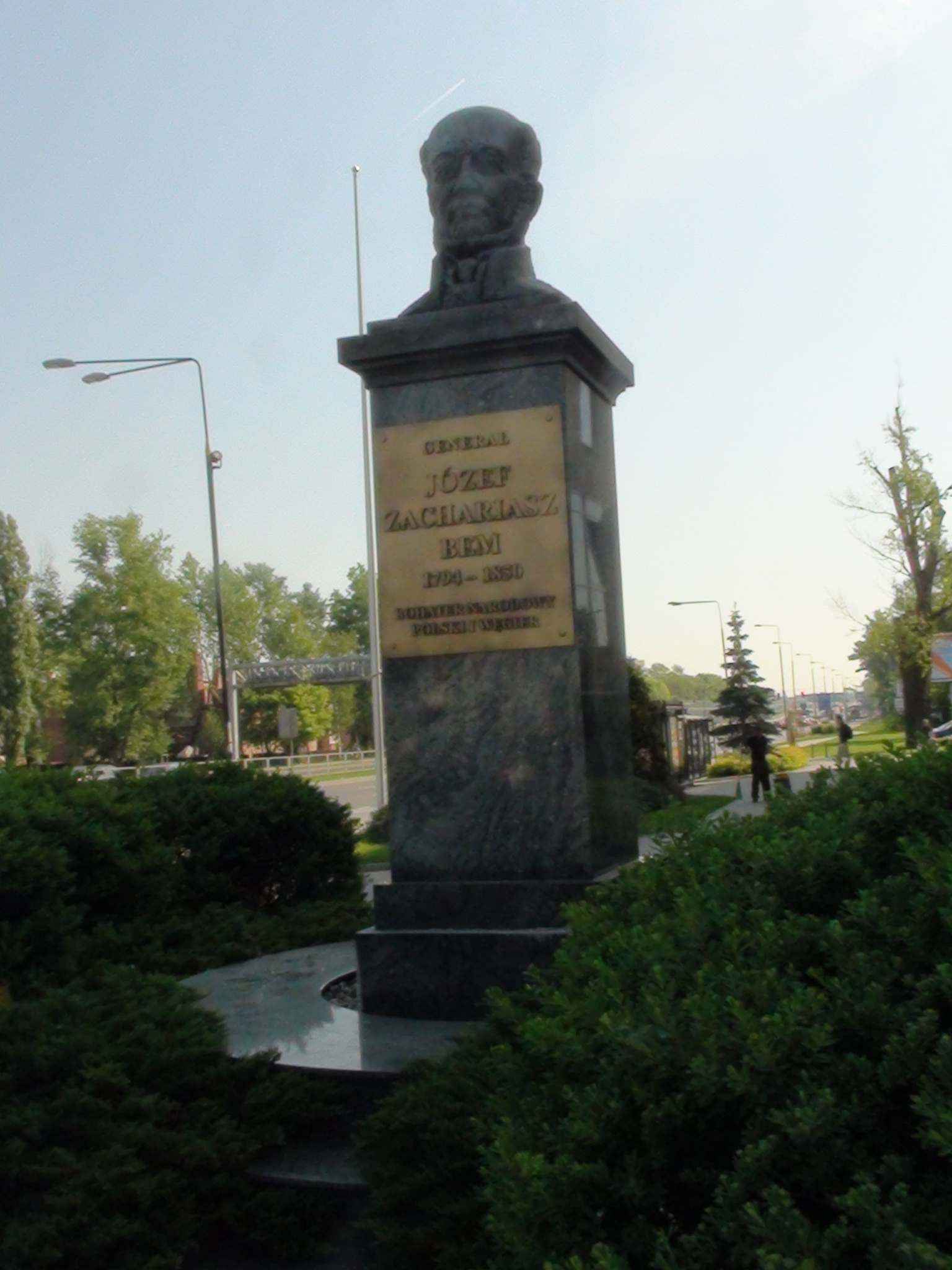
Pomnik Józefa Bema w Warszawie przy Urzędzie Bemowo-Ratusz – popiersie wykonane przez Ferdynanda Jaroche w 1996 r.
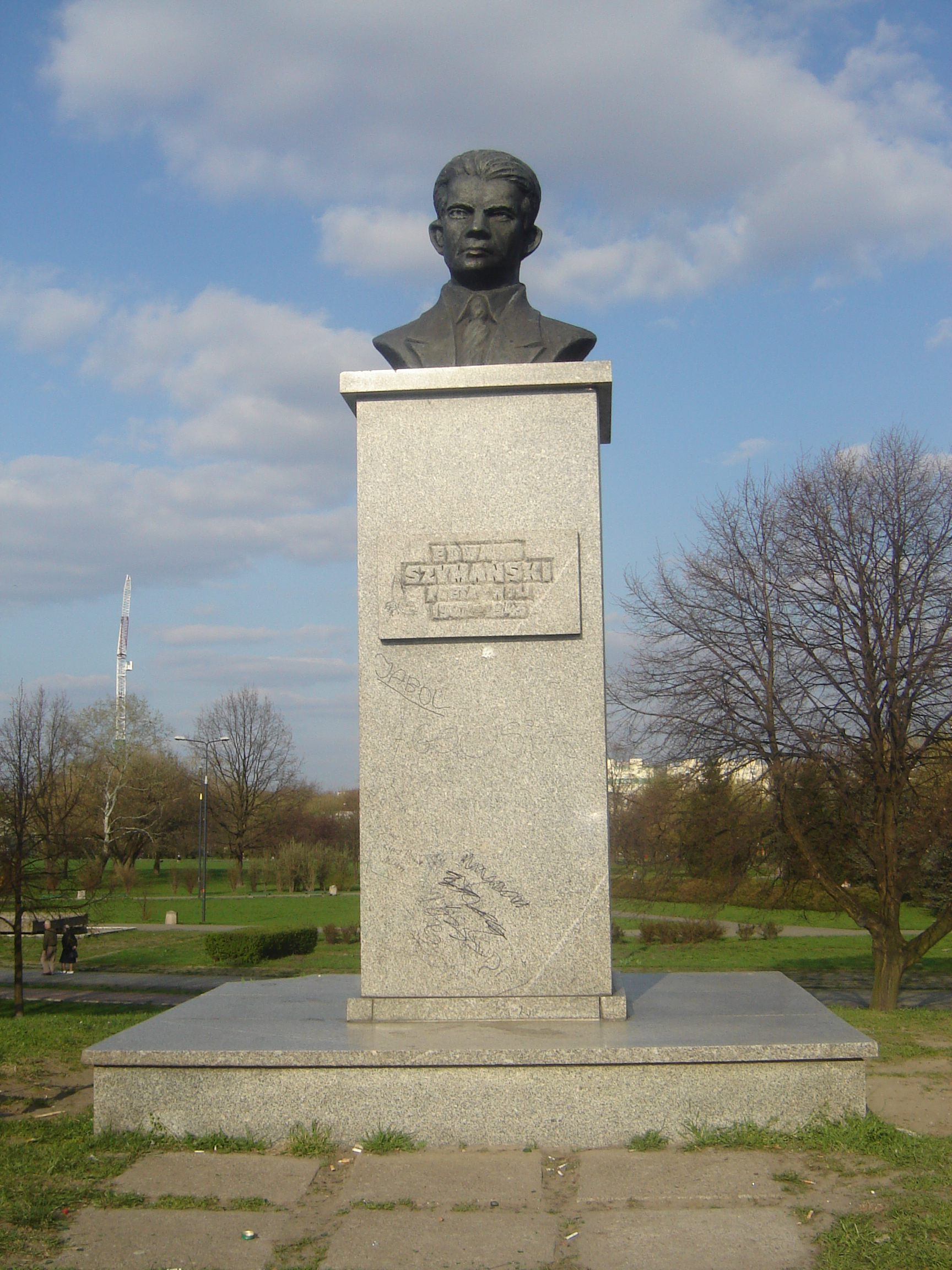
Pomnik Edwarda Szymańskiego w Parku jego imienia na warszawskiej Woli – popiersie wykonane przez Ferdynanda Jaroche
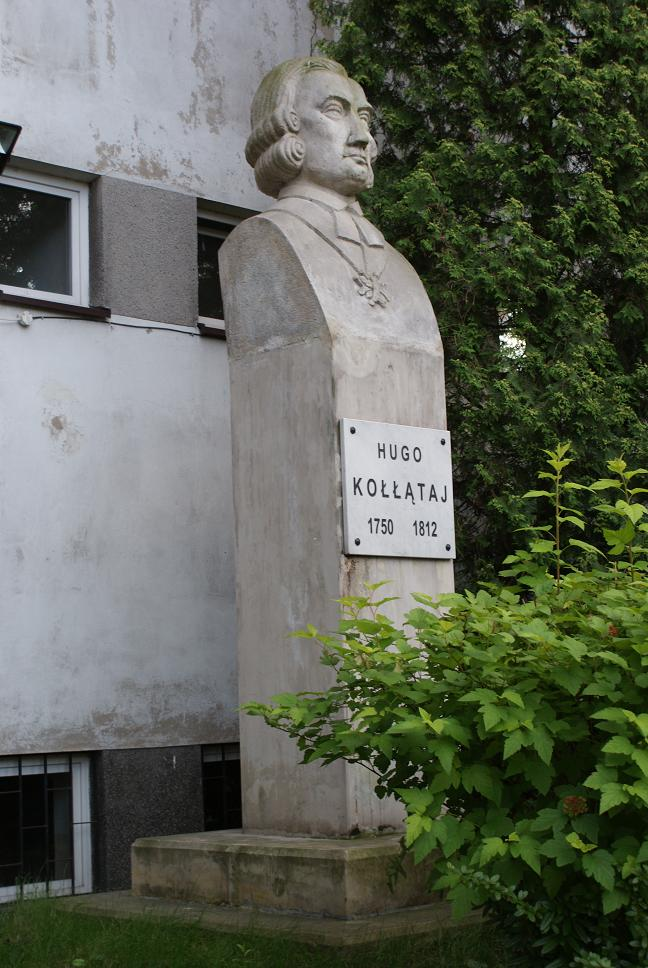
Pomnik Hugona Kołłątaja w Warszawie wykonany przez Ferdynanda Jaroche

### Pomniki upamiętniające wydarzenia historyczne
- Pomnik Obrońcom Wizny (Upamiętnianie walk nad Narwią w 1939 roku) – Wizna, 1967[13][1]
- Pomnik Zwycięstwa 1939-1945 – Stawiska, 1969[13][1]
- Pomnik Orła Białego – Stawiski, 1969[19]
- Pomnik czynu żołnierskiego 1939-1945 (Wyzwolicielom i obrońcom Ojczyzny chwała[2]) – Pruszków, 1970[13][1]

### Cykle prac studyjnych
- Popiersia bohaterów[14][1]
- Głowy partyzantów[14][1]
- Grupa majora Hubala[14][1]
- Postacie legendarne[14][1]
- Studia nad Chopinem w rzeźbie[14][1]
- Współcześni wielcy ludzie[14][1]
- Dzieci II Wojny Światowej[14]
- Dzieci Oświęcimia[20](przekazano do szkoły podstawowej w Brzezince)[21]
- Odwieczne misterium miłości[11]

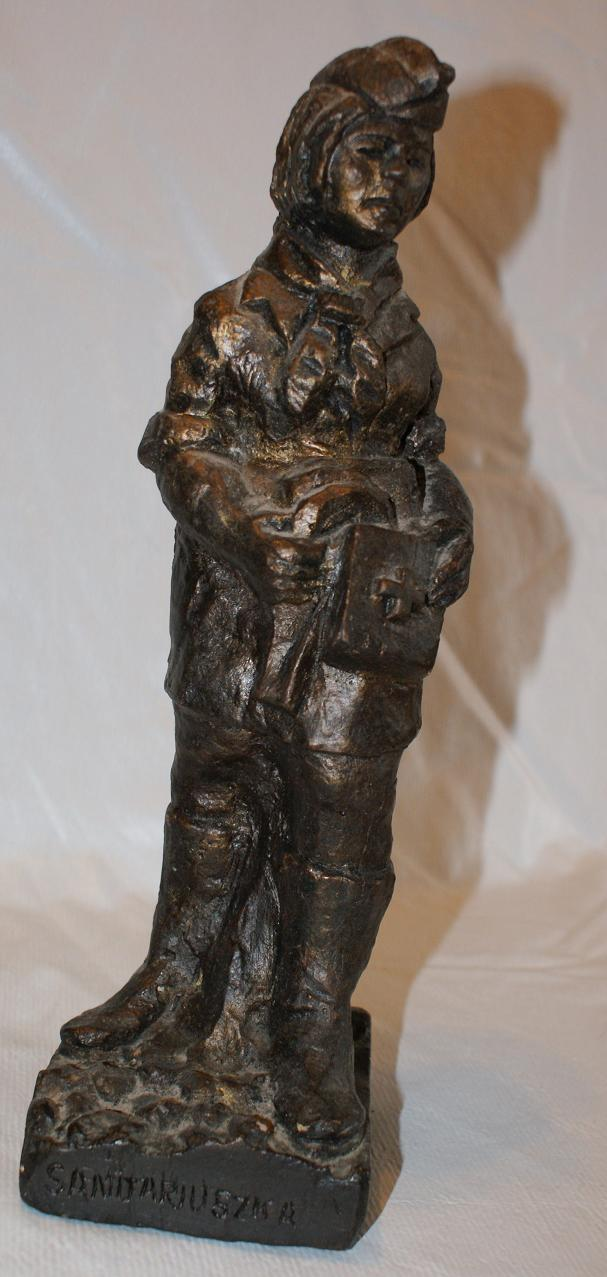
Sanitariuszka, bohaterka jednego z cykli studyjnych Ferdynanda Jarochy
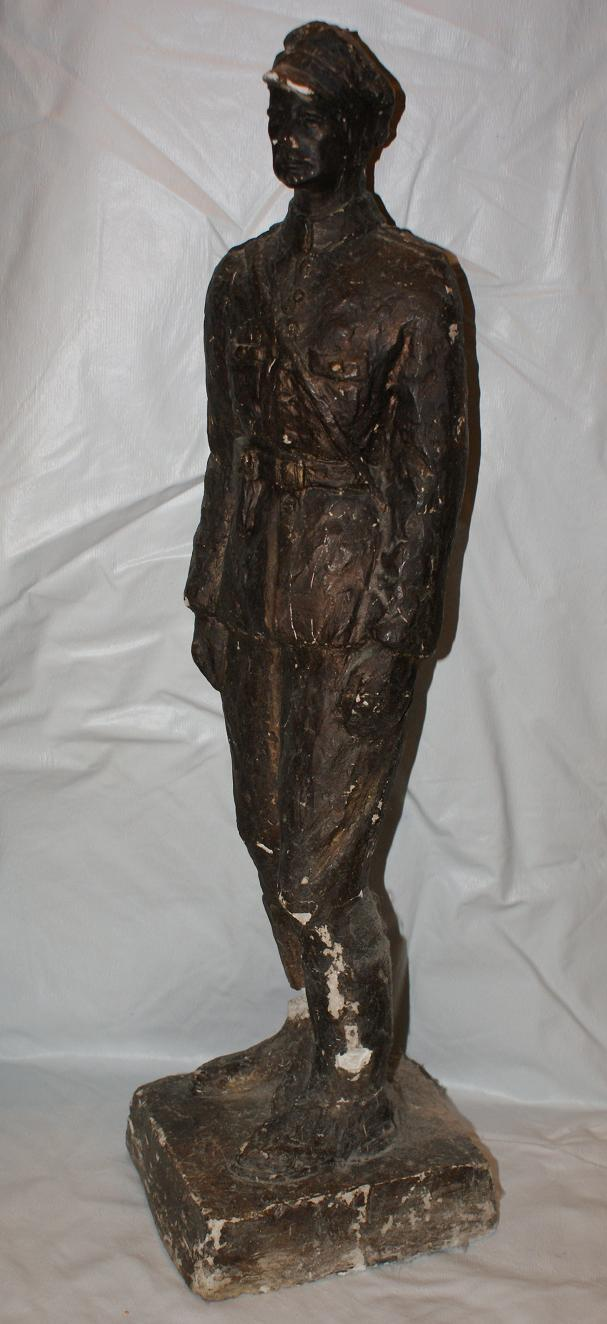
Partyzant, bohater jednego z cykli studyjnych Ferdynanda Jarochy
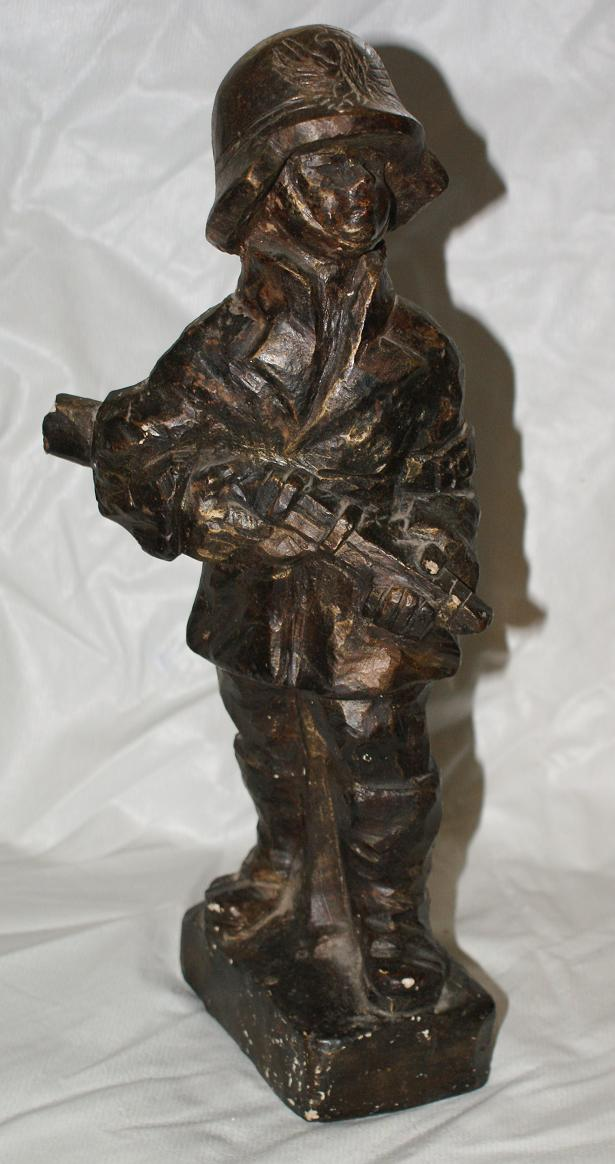
Powstaniec, bohater jednego z cykli studyjnych Ferdynanda Jarochy
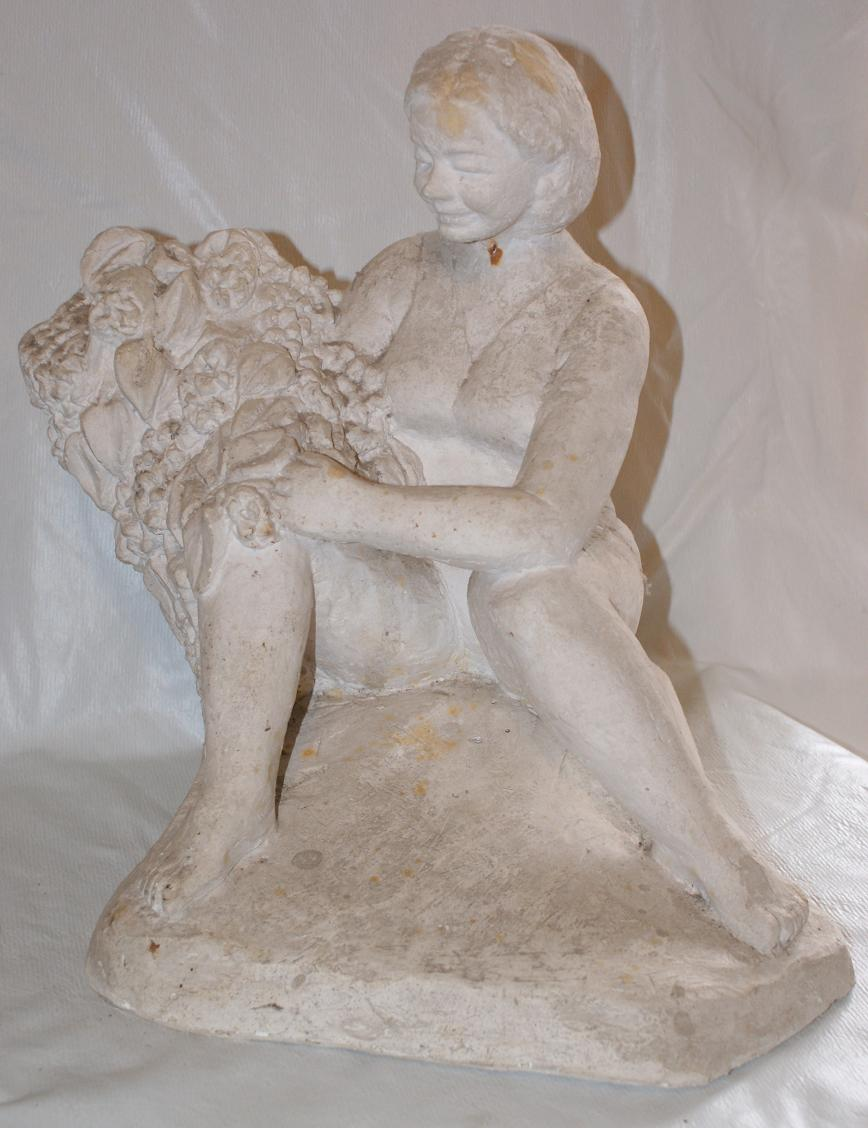
Kobieta z różą, bohaterka jednego z cykli studyjnych Ferdynanda Jarochy pt. Odwieczne misterium miłości
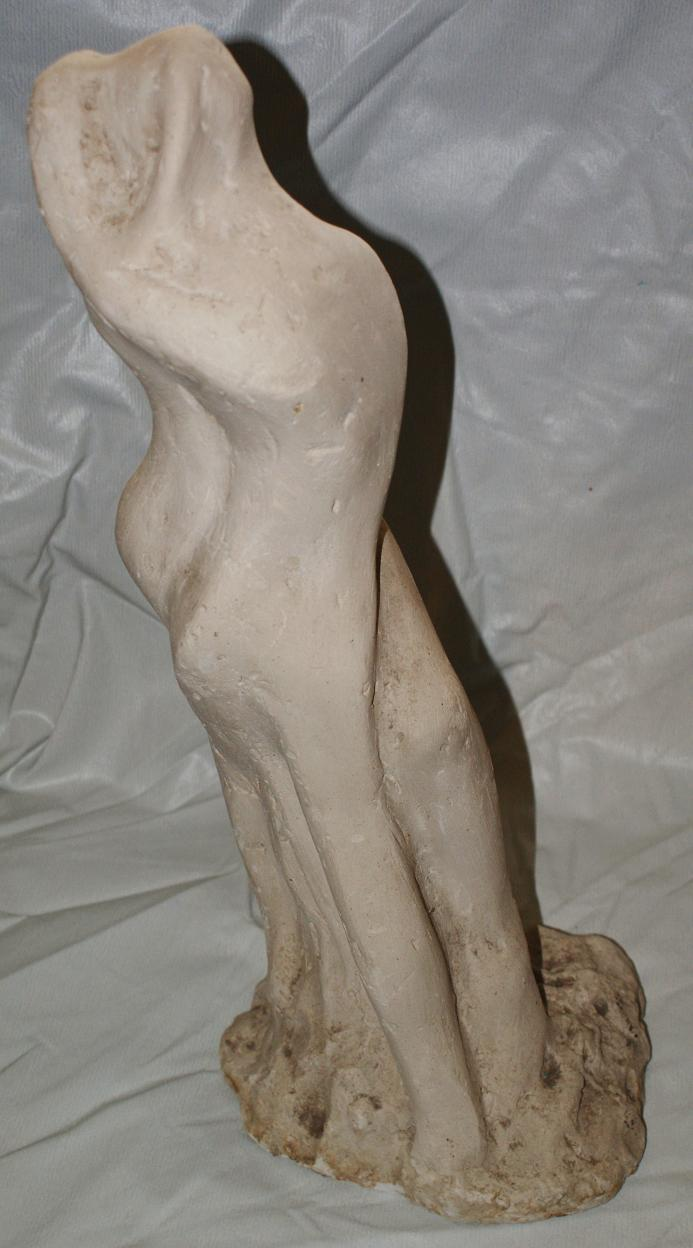
Spleciona miłość, jedna z rzeźb z cyklu Odwieczne misterium miłości w wykonaniu Ferdynanda Jarochy
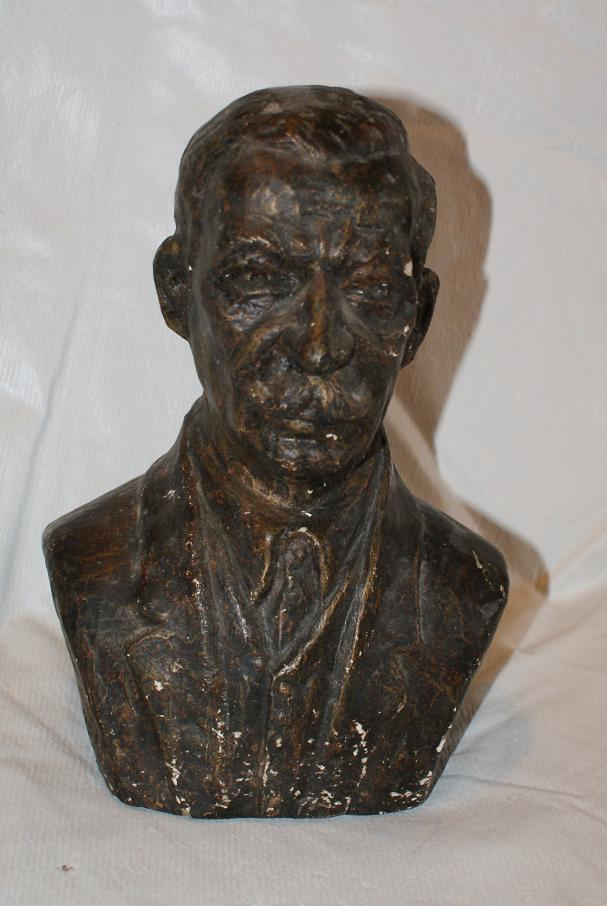
Wincenty Witos, popiersie, bohater jednego z cykli Ferdynanda Jarochy
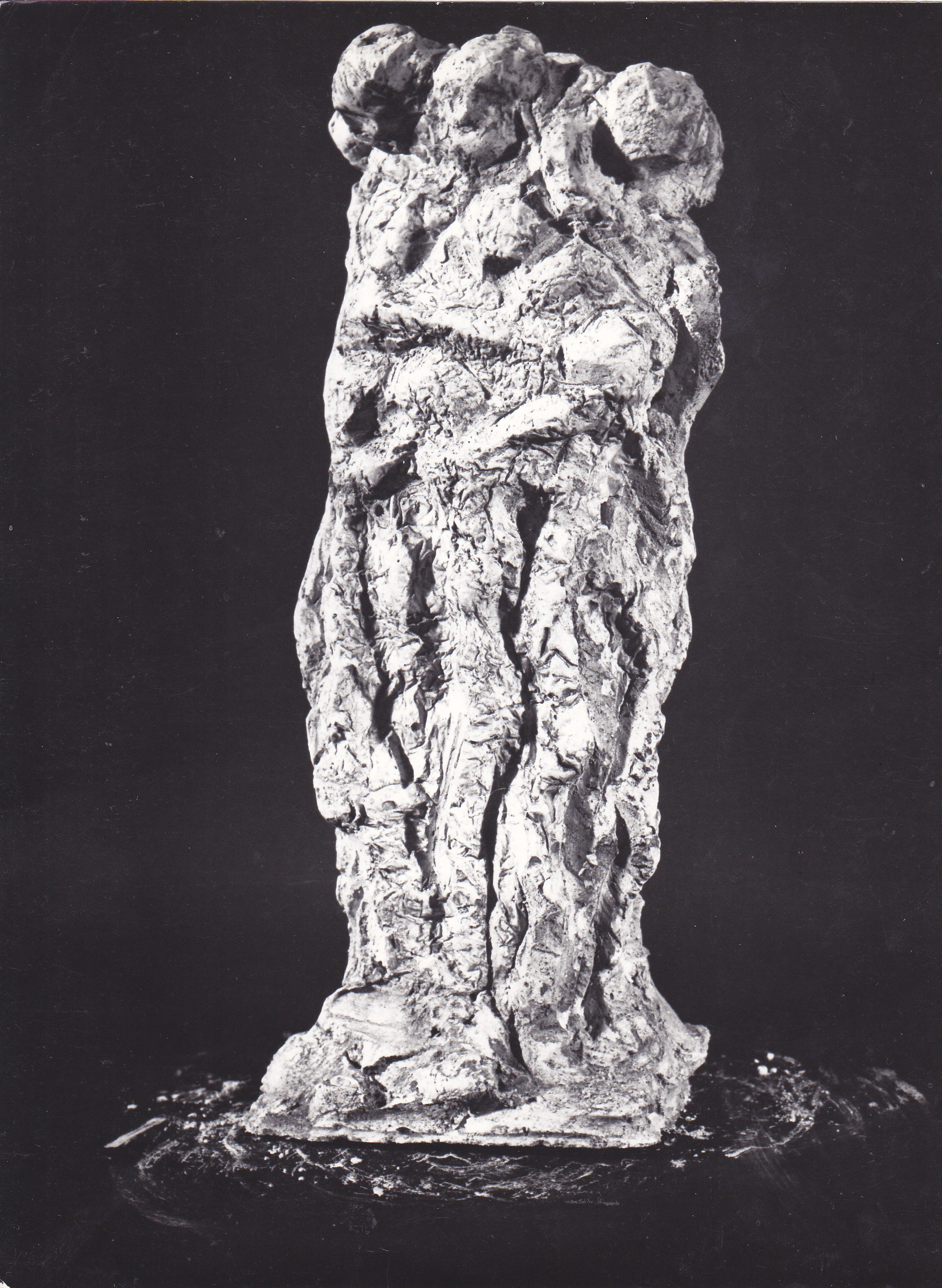
W jedności siła, jedna z rzeźb z cyklu Dzieci Oświęcimia w wykonaniu Ferdynanda Jarochy

## Wystawy
- Wielcy Polacy w rzeźbie Ferdynanda Jarochy – Krzysztof Kamil Baczyński, Adam Mickiewicz, Jan Matejko, Cyprian Kamil Norwid, Karol Szymanowski, Stanisław Małachowski, Józef Niećko, Maria Curie-Skłodowska, Jan Dębski, Jan Dembowski, Fryderyk Chopin, Józef Longin Sowiński, Ignacy Daszyński, Juliusz Słowacki, Hugo Kołłątaj, Jan Piwnik ps Ponury, Piotr Wysocki, Leonid Teliga, Ferdynand Jarocha, Maciej Rataj, Wiktor Gomulicki, Henryk Sienkiewicz, Konstanty Ciołkowski – popiersia, głowy i pełne rzeźby-gips patynowany, Muzeum Ziemi Mińskiej, Mińsk Mazowiecki, 2008[20]
- „Ludzie Parlamentu II Rzeczypospolitej i Portrety Wybitnych Polaków”. Wystawa rzeźb Ferdynanda Jarochy. Jan Dąbski, Ignacy Daszyński, Stanisław Małachowski, Hugo Kołłątaj, Irena Kosmowska, Maciej Rataj, Wincenty Witos, Maria Curie-Skłodowska, Romuald Traugutt, Artur Opmann Or-Ot, Cyprian Kamil Norwid, Krzysztof Kamil Baczyński, Wiktor Gomulicki, Karol Szymanowski, Fryderyk Chopin, Henryk Sienkiewicz, Juliusz Słowacki, Jan Dembowski, Regelinda – córka Chrobrego. Sejm Rzeczypospolitej Polskiej, Warszawa, 1992[22]

- Wybitni Polacy w twórczości Ferdynanda Jarochy w 53 rocznicę obrony Warszawy – Józef Bem, Hugo Kołłątaj, Stanisław Małachowski, Romuald Traugutt, Józef Sowiński, Irena Kosmowska, Ignacy Daszyński, Jan Dębski, Maciej Rataj, Karol Szymanowski, Wiktor Gomulicki, Henryk Sienkiewicz, Artur Oppman, Cyprian Kamil Norwid, Juliusz Słowacki, Fryderyk Chopin, Krzysztof Kamil Baczyński – popiersia, Urząd Gminy Warszawa Wola, 1992[23]
- „Wielcy Polacy” rzeźba Ferdynand Jarocha – bohaterowie narodowi: Tadeusz Kościuszko (gips patynowany, h = 140 cm), Kazimierz Pułaski (gips patynowany, h = 135 cm), Józef Bem (gips, h = 145 cm), Jarosław Dąbrowski (gips, h = 80 cm), Romuald Traugutt (gips, h = 130 cm); pisarze: Cyprian Kamil Norwid (gips patynowany, h = 100 cm), Henryk Sienkiewicz (gips patynowany, h = 80 cm), Hugo Kołłątaj (gips patynowany, h = 90 cm), Wiktor Gomulicki (gips, h = 85 cm), Or-Ot Artur Oppman (gips, h = 120 cm); kompozytorzy, malarze, uczeni: Fryderyk Chopin (gips, h = 70 cm), Karol Szymanowski (gips patynowany, h = 80 cm), Jan Matejko (gips patynowany, h = 100 cm), Maria Curie Skłodowska (gips patynowany, h-90cm); działacze: Wincenty Witos (gips, h = 110 cm), Maciej Rataj (gips, h = 90 cm), Róża Luksemburg (gips patynowany, h = 80 cm), Julian Marchlewski (gips patynowany, h = 70 cm), Hanka Sawicka (gips patynowany, h-70cm), Janek Jan Krasicki (gips patynowany, h = 80 cm), Mały Franek Franciszek Zubrzycki (gips patynowany, h = 80 cm); ponadto wystawiony cykl: Dzieci II wojny Światowej – Sale Wystawowe Stołecznego Klubu Garnizonowego, Plac Żelaznej Bramy, Warszawa, 1982[14]
- Studia nad Chopinem w rzeźbie Ferdynanda Jarochy – realistyczne i surrealistyczne rzeźby Fryderyka Chopina – Dzielnicowy Dom Kultury Nauczyciela, Warszawa, 1977[1][11]
- Wystawa rzeźby Ferdynanda Jarochy „Z bitewnych pól...” – „Hubal”, Krzysztof K. Baczyński, Saszka partyznant, Partyzant I, Partyzant II, Partyzant III, Partyzant IV, Partyzant V, Syn Pułku I, Syn Pułku II, Sanitariuszka, Hubalczyk I, Hubalczyk II, Fizylierka, Oficer I Armii, Zwiad, „Dziadek'”, Łącznik, Szturm Berlina, Powstaniec I, Powstaniec II, Aktywista, Dzieci Warszawy, Towarzysz walki I, Towarzysz walki II, Chłopski żołnierz, Żołnierz I AWP, Żołnierz ludu, Żołnierz radziecki, Partyzant radziecki, Partyzant kielecki, Partyzant mazowiecki, Partyzancki dowódca, Braterstwo broni, Pułkownik Skopenko, Żołnierz z września, Obrońca Mławy, Bojownik wolności, Ludowy oficer, Autoportret rzeźbiarza, Powstańcy Warszawy – Muzeum Ziemi Zakrzeńskiej, Miejski Dom Kultury, Miejska Biblioteka Publiczna, Mława, 1976[13]
- Wystawa rzeźby Ferdynanda Jarochy „Żołnierze, partyzanci, bojownicy...” – „Hubal”, Krzysztof K. Baczyński, Saszka partyznant, Partyzant I, Partyzant II, Partyzant III, Partyzant IV, Partyzant V, Syn Pułku I, Syn Pułku II, Sanitariuszka, Hubalczyk I, Hubalczyk II, Fizylierka, Oficer I Armii, Zwiad, „Dziadek'”, Łącznik, Szturm Berlina, Powstaniec I, Powstaniec II, Aktywista, Dzieci Warszawy, Towarzysz walki I, Towarzysz walki II, Chłopski żołnierz, Żołnierz I AWP, Żołnierz ludu, Żołnierz radziecki, Partyzant radziecki, Partyzant kielecki, Partyzant mazowiecki, Partyzancki dowódca, Braterstwo broni, Pułkownik Skopenko, Żołnierz z września, Obrońca Mławy, Bojownik wolności, Ludowy oficer, Autoportret rzeźbiarza, Powstańcy Warszawy – Zakładowy Dom Kultury Huty Szkła, Wołomin, 1976[24]
- 30 rocznica zwycięstwa nad faszyzmem w twórczości plastycznej – Żołnierz Hubala, popiersie – na wystawie zbiorowej wielu artystów, Warszawa, Zachęta, 1975[25]
- Józef Bem, Hugo Kołłątaj, Romuald Traugutt, Ignacy Daszyński, Maciej Rataj, Karol Szymanowski, Wiktor Gomulicki, Henryk Sienkiewicz, Artur Oppman – Akademia Obrony Narodowej w Warszawie, popiersia – od 1975[5]

### Wystawy indywidualne
Opracowano na podstawie materiału źródłowego
| - 1973 – Warszawa, Instytut im. Fryderyka Chopina - 1973 – Warszawa, Klub Międzynarodowej Książki i Prasy - 1974 – Warszawa, Ogród Botaniczny – plener - 1974 – Płock - 1975 – Warszawa, Wyższa Szkoła Muzyczna - 1975 – Warszawa, VII Kongres ZBoWiD - 1975 – Warszawa, Akademia Polityczna im. F. Dzierżyńskiego - 1975 – Warszawa, Akademia Sztabu Generalnego - 1975 – Sulejówek - 1975 – Łowicz - 1975 – Busko-Zdrój - 1975 – Wysokie Mazowieckie - 1975 – Klukowo - 1975 – Ciechanowiec - 1975 – Kolno - 1975 – Pruszków - 1976 – Warszawa, Szkoła nr 126 - 1976 – Warszawa, Zakłady im. M. Nowotki - 1976 – Warszawa, Zakłady im. R. Luksemburg - 1976 – Warszawa, Zakłady im. M. Kasprzaka - 1976 – Warszawa, Zakłady im. K. Świerczewskiego - 1976 – Wyszków - 1976 – Pułtusk - 1976 – Łomża - 1976 – Ostrołęka - 1976 – Ciechanów - 1976 – Mława - 1976 – Wołomin - 1977 – Warszawa, Instytut Tele i Radiotechniczny - 1977 – Warszawa, Zakład Materiałów Magnetycznych - 1977 – Warszawa, Towarzystwo Muzyczne - 1977 – Warszawa, Dom Kultury Nauczyciela - 1977 – Warszawa, Dom Chłopa - 1977 – Zaborów, Dom Dziennikarza - 1977 – Zamość - 1978 – Leszno, - 1978 – Wrocław, Dom Kultury Budowlanych - 1978 – Wrocław, Oficerski Klub Wojskowy - 1978 – Wrocław, Muzeum - 1978 – Wrocław-Psie Pole, Dom Kultury - 1978 – Trzebnica, Biblioteka Miejska - 1978 – Rawicz, Muzeum - 1978 – Miejska Górka - 1978 – Pępowo, Dom Kultury - 1978 – Warszawa, Naczelny Komitet Zjednoczonego Stronnictwa Ludowego - 1979 – Kołobrzeg, Muzeum - 1979 – Oświęcim-Brzezinka, Izba Pamięci, pt. Męczeństwo dzieci |